# Hondsbossche Sluis
De Hondsbossche Sluis in de gemeente Zaanstad in de Nederlandse provincie Noord-Holland is een schutsluis met puntdeuren in de Hoge- of Zaandam tussen de Voorzaan en de Achterzaan of Binnenzaan. De vaarweg heeft weliswaar CEMT-klasse Va, maar die voert via de er naast gelegen Wilhelminasluis. De Hondsbossche Sluis wordt voornamelijk gebruikt voor het schutten van pleziervaart. De doorvaart in het vaarseizoen is gratis, maar schepen wordt wel een klomp toegeworpen, waarin de schipper een bijdrage in de kosten van de (vrijwillige) bediening kan doen.
In de oude archiefstukken wordt de sluis Steenen Sluyse te Sanerdam, Gemenelands Sluyse tot Sanerdam, Groote Hontsbosscher Stenen Schut-Sluyse tot Zaardam, Groote Hondsbossche Sluis te Zaandam, Grote Zeesluis of gewoon Groote Sluis genoemd.
Bij de sluis horen een sluismeester- en een accijnshuisje (Dam 1 en 1b) uit 1724. 

## Geschiedenis
Vanaf 1421 werd aan de verdediging van de kust bij Petten gewerkt. Om de Hondsbossche Zeewering te kunnen bouwen werden vanuit de Belgische plaats Vilvoorde schepen met bouwmaterialen en de stenen via Gouda, Spaarndam via het IJ naar Edam gevaren en zo naar Petten. Eind 16e eeuw kwam de sluis in Edam klaar, met dezelfde afmetingen als die in Gouda. Het Hoogheemraadschap van den Hondsbossche en Duinen tot Petten, de stad Alkmaar en de banne Westsane en Crommenie lieten daarna ook een sluis in Zaandam bouwen, die in 1547 gereed kwam. Naast de functie voor de scheepvaart was deze eeuwenlang van belang voor de afwatering van de Schermerboezem. Deze was zo belangrijk en vergde zoveel zorg en aandacht dat de regenten van het Hoogheemraadschap niet alleen te Petten, maar ook te Zaandam een gemeenlandshuis bezaten. 
Het innen van schutgeld werd verplacht, jaarlijks moest de pachter een vast bedrag afdragen aan het Hoogheemraadschap, ongeacht het aantal geschutte schepen. Hij kon zijn inkomen aanvullen met de opbrengst van het visrecht in de sluis en een stuk van de Achter- of Binnenzaan. De overheden die de aanleg mogelijk maakten verleenden echter wel de inwoners vrije schutting zolang de sluis zou bestaan, ter compensatie van de bijdragen. Daar kwam in 1722 een eind aan, toen de sluis lek en kapot was en moest wordt vernieuwd. De nieuwe sluis kreeg afmetingen van 28 meter lang, 5,10 meter breed en een drempeldiepte van 2,60 beneden A.P. 
In de Bataafs-Franse tijd (1795-1813) kwamen de pachters in financiële problemen als gevolg van de slechte economische situatie en de Engels-Russische inval van 1799. De scheepvaart liep sterk in omvang terug.  
In 1845 gaf de staat van onderhoud aanleiding om duikers een inspectie te laten uitvoeren en werd de sluis drooggelegd en hersteld. Bij deze gelegenheid mocht het  Hoogheemraadschap van de Uitwaterende Sluizen ebdeuren in de sluis laten ophangen om 's zomers de Schermerboezem beter op peil te kunnen houden. 
Uitwaterende Sluizen heeft in de loop der eeuwen herhaaldelijk geprobeerd de sluis van het Hondsbossche waterschap over te nemen. In 1853 waren de eerste gesprekken gestart. De beperkte capaciteit van de sluis werd door de na 1860 snel expanderende Zaanse industrieën steeds meer als een belemmering ervaren en leidde in 1880 tot een voorstel voor verbetering van de sluis. Het Hondbossche waterschap had er geen scheepvaartbelang meer bij, maar Uitwaterende Sluizen wel voor de waterbeheersing. Uiteindelijk kon de sluis in 1884 voor een bedrag van ƒ 30.000,- worden overgenomen, waarmee de waterbeheersing was veiliggesteld. 
Voor de scheepvaart moest een nieuwe sluis worden gebouwd, voor de bouw moesten de kleine sluis en de Duikersluis worden gesloopt. Vanwege de bouw van de Wilhelminasluis was in 1902 de stroom door de Groote Sluis vaak zó hevig, dat schepen niet zonder hulp van stoomslepers door die sluis konden komen. In februari 1904 kon de veel ruimere Wilhelminasluis in gebruik worden gesteld. De Grote Hondsbossche Sluis werd voortaan aangeduid als Kleine of Oude Sluis. In 1965 is de sluis buitengebruik gesteld. 
Bij de grote renovatie van de Wilhelminasluis werd in 2014 de sluis weer in gebruik genomen als de Historische Groote Sluis, bediend door vrijwilligers, voornamelijk voor de pleziervaart. In 2017 heeft het Hoogheemraadschap van de Uitwaterende Sluizen de sluis overgedragen aan de Gemeente Zaanstad, de brug over de sluis is echter nog steeds van het Hoogheemraadschap. Er wilde bij veel schippers nog wel eens verwarring ontstaan als ze voor een schutting naar de Historische Groote Sluis werden verwezen, omdat de Wilhelminasluis veel groter is dan de Hondsbossche Sluis. Vandaar dat besloten werd per 2 april 2021 de oude naam Hondsbossche Sluis weer in ere te herstellen.  

## Natuurstenen bekroningen
- In 1722 werden ter verfraaiing en als kroon op het kunstwerk aan de zuidzijde twee wapenstenen geplaatst, voorstellende de wapens van het Hoogheemraadschap van den Hondsbossche en Duinen tot Petten, van de Dijkgraaf en Heemraden. De wapenstenen zijn gemaakt door de Alkmaarse beeldhouwer Jacob van der Beek.[3]
- Bij de sloop van de Duikersluis werden twee natuurstenen bekroningen verplaatst naar de noordzijde van de Hondsbossche Sluis. Ze waren bij de vernieuwing van de sluis in 1777-1779 vervaardigd in Lodewijk XVI-stijl, met wapens het Hoogheemraadschap der Uitwaterende Sluizen in Kennemerland en West-friesland, van de dijkgraaf en hoogheemraden alsmede Neptunus, gezeten op een dolfijn en een bazuinblazend knaapje met een bundel korenhalmen, door Jacob Mattheus Cressant.